# Luigi Apolloni
Luigi Apolloni (* 2. května 1967, Frascati, Itálie) je bývalý italský fotbalový obránce a trenér.

## Klubová kariéra
Fotbalovou kariéru začal v sezoně 1984/85 v třetiligovém Pistoiese. V roce 1986 odešel do Reggiany a za rok odešel do druholigové Parmy, kde zůstal 12 let do roku 1999. Od sezony 1990/91 hrál v nejvyšší lize. První trofej získal v následující sezoně a to Italský pohár. Poté hrál dvakrát za sebou finále poháru PVP (1992/93 a 1993/94). Při prvním finále vyhrál, ale obhájit se mu nepodařilo. V roce 1993 vyhrál Superpohár UEFA. Další pohár se mu podařilo získat v sezoně 1994/95 a to pohár UEFA. Ten stejný pohár získal ještě na konci kariéry v sezoně 1998/99. Také byl u vítězství italského poháru. Nejblíže k titulu měl v sezoně 1996/97. Umístil se na 2. místě, dva body za Juventusem. Do roku 1999 co působil v Parmě, nastoupil do celkem 385 utkání a vstřelil 8 branek.
Od sezony 1999/00 byl dva roky hráčem Verony. Poté se rozhodl ukončit kariéru.

## Hráčská statistika
| Sezóna  | Klub      | Liga     | Liga   | Liga | Ligové poháry | Ligové poháry | Ligové poháry | Kontinentální poháry | Kontinentální poháry | Kontinentální poháry | Celkem | Celkem |
| Sezóna  | Klub      | Soutěž   | Zápasy | Góly | Soutěž        | Zápasy        | Góly          | Soutěž               | Zápasy               | Góly                 | Zápasy | Góly   |
| ------- | --------- | -------- | ------ | ---- | ------------- | ------------- | ------------- | -------------------- | -------------------- | -------------------- | ------ | ------ |
| 1984/85 | Pistoiese | Serie C1 | 2      | 0    | IP            | 0             | 0             | -                    | 0                    | 0                    | 2      | 0      |
| 1985/86 | Pistoiese | Serie C2 | 33     | 0    | -             | 0             | 0             | -                    | 0                    | 0                    | 33     | 0      |
| 1986/87 | Reggiana  | Serie C1 | 32     | 0    | IP            | 5             | 0             | -                    | 0                    | 0                    | 37     | 0      |
| 1987/88 | Parma     | Serie B  | 36     | 0    | IP            | 4             | 0             | -                    | 0                    | 0                    | 40     | 0      |
| 1988/89 | Parma     | Serie B  | 31     | 1    | IP            | 5             | 0             | -                    | 0                    | 0                    | 36     | 1      |
| 1989/90 | Parma     | Serie B  | 34     | 2    | IP            | 1             | 0             | -                    | 0                    | 0                    | 35     | 2      |
| 1990/91 | Parma     | Serie A  | 32     | 0    | IP            | 2             | 0             | -                    | 0                    | 0                    | 34     | 0      |
| 1991/92 | Parma     | Serie A  | 32     | 0    | IP            | 9             | 0             | UEFA                 | 2                    | 0                    | 43     | 0      |
| 1992/93 | Parma     | Serie A  | 31     | 0    | IP+IS         | 6+1           | 0             | PVP                  | 8                    | 0                    | 46     | 0      |
| 1993/94 | Parma     | Serie A  | 30     | 2    | IP            | 5             | 0             | PVP+ES               | 8+1                  | 0                    | 44     | 2      |
| 1994/95 | Parma     | Serie A  | 29     | 0    | IP            | 7             | 0             | UEFA                 | 9                    | 0                    | 45     | 0      |
| 1995/96 | Parma     | Serie A  | 26     | 1    | IP+IS         | 0+0           | 0             | PVP                  | 5                    | 0                    | 31     | 1      |
| 1996/97 | Parma     | Serie A  | 8      | 0    | IP            | 1             | 0             | UEFA                 | 1                    | 0                    | 10     | 0      |
| 1997/98 | Parma     | Serie A  | 14     | 2    | IP            | 4             | 0             | LM                   | 1                    | 0                    | 19     | 2      |
| 1998/99 | Parma     | Serie A  | 2      | 0    | IP            | 0             | 0             | UEFA                 | 0                    | 0                    | 2      | 0      |
| 1999/00 | Verona    | Serie A  | 28     | 2    | IP            | 1             | 0             | -                    | 0                    | 0                    | 29     | 2      |
| 2000/01 | Verona    | Serie A  | 23     | 0    | IP            | 2             | 0             | -                    | 0                    | 0                    | 25     | 0      |
| Celkem  | Celkem    | Celkem   | 423    | 10   | -             | 53            | 0             | -                    | 35                   | 0                    | 511    | 10     |

## Reprezentační kariéra
Za reprezentaci odehrál 15 utkání a vstřelil jednu branku. První zápas odehrál 27. května 1994 proti Finsku (2:0). Poté odcestoval na MS 1994, kde odehrál tři utkání. Po prohře ve finále získal stříbrnou medaili. Také hrál dva zápasy na ME 1996. Poslední utkání odehrál 6. listopadu 1996 proti Bosně a Hercegovině (1:2).

### Statistika na velkých turnajích
| Reprezentace | Rok     | Zápasy              | Zápasy | Zápasy   | Zápasy           | Zápasy           | Zápasy            |
| Reprezentace | Rok     | Fáze turnaje        | Datum  | Soupeř   | Odehraných minut | Vstřelené branky | Výsledek          |
| ------------ | ------- | ------------------- | ------ | -------- | ---------------- | ---------------- | ----------------- |
| Itálie       | MS 1994 | 2. zápas ve skupině | 23. 6. | Norsko   | 41               | 0                | 1:0               |
| Itálie       | MS 1994 | 3. zápas ve skupině | 28. 6. | Mexiko   | 90               | 0                | 1:1               |
| Itálie       | MS 1994 | Finále              | 17. 7. | Brazílie | 85               | 0                | 0:0 (2:3) na pen. |
| Itálie       | ME 1996 | 1. zápas ve skupině | 11. 6. | Rusko    | 90               | 0                | 2:1               |
| Itálie       | ME 1996 | 2. zápas ve skupině | 14. 6. | Česko    | 29               | 0                | 1:2               |

## Úspěchy

### Klubové
- 2× vítěz italského poháru (1991/92, 1998/99)
- 1× vítěz italského superpoháru (1999)
- 1× vítěz poháru PVP (1992/93)
- 2× vítěz poháru UEFA (1994/95, 1998/99)
- 1× vítěz evropského superpoháru (1993)

### Reprezentační
- 1× na MS (1994 – stříbro)
- 1× na ME (1996)

## Trenérské úspěchy

### Klubové
- 1× vítěz slovinského poháru (2013/14)